# 沙咀湖
沙咀湖是一个位于中国江西省都昌县的湖泊，面积约为18平方千米，平均水深约为2—3米。